# Palicourea otongensis
Palicourea otongensis är en måreväxtart som beskrevs av Charlotte M. Taylor. Palicourea otongensis ingår i släktet Palicourea och familjen måreväxter. Inga underarter finns listade i Catalogue of Life.